# Péninsule de Sadamisaki
La péninsule de Sadamisaki (佐田岬半島, Sadamisaki-hantō) est une péninsule située dans l'ouest de la préfecture d'Ehime sur l'île de Shikoku au Japon. Elle abrite la centrale nucléaire d'Ikata.

## Géographie
La péninsule de Sadamisaki est le point le plus à l'ouest de l'île de Shikoku. D'une longueur de 40 km, elle est la péninsule plus étroite du Japon, large de 6,4 km à son point le plus large.
Elle est composée de la ville d'Ikata, qui a fusionné en 2005 avec les villes de Misaki et de Seto situées plus à l'ouest de la péninsule.
Elle est bordée au nord par la mer intérieure de Seto, au sud par la mer d'Uwa (océan Pacifique) et à l'ouest par le détroit de Hōyo, qui sépare Shikoku de Kyūshū, dont la péninsule de Saganoseki lui fait face.
Le point culminant de la péninsule est le mont Garan-san (伽藍山) (33° 24′ 06″ N, 132° 07′ 04″ E) avec 414,2 m.

## Transport
La péninsule de Sadamisaki est extrêmement montagneuse. Sa traversée en voiture était difficile avant l'achèvement de la route nationale 197.
Des ferrys relient le port de Misaki, situé à la pointe de la péninsule, à Beppu et au port de Saganoseki tous deux situés sur l'île de Kyūshū, dans la préfecture d'Ōita.

## Galerie

Plan de la ville d'Itaka.
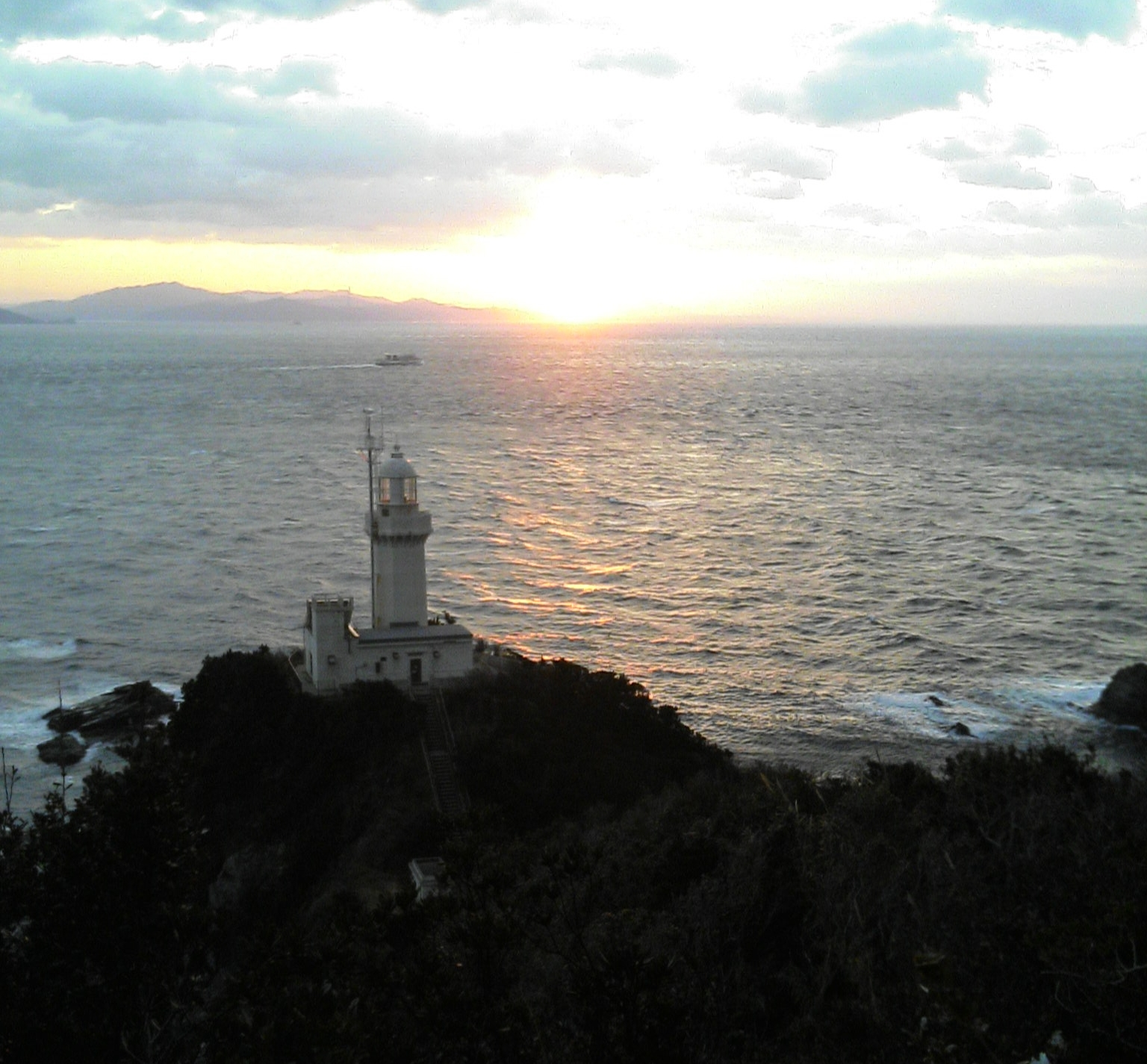
Le phare de Sadamisaki situé à la pointe de la péninsule.
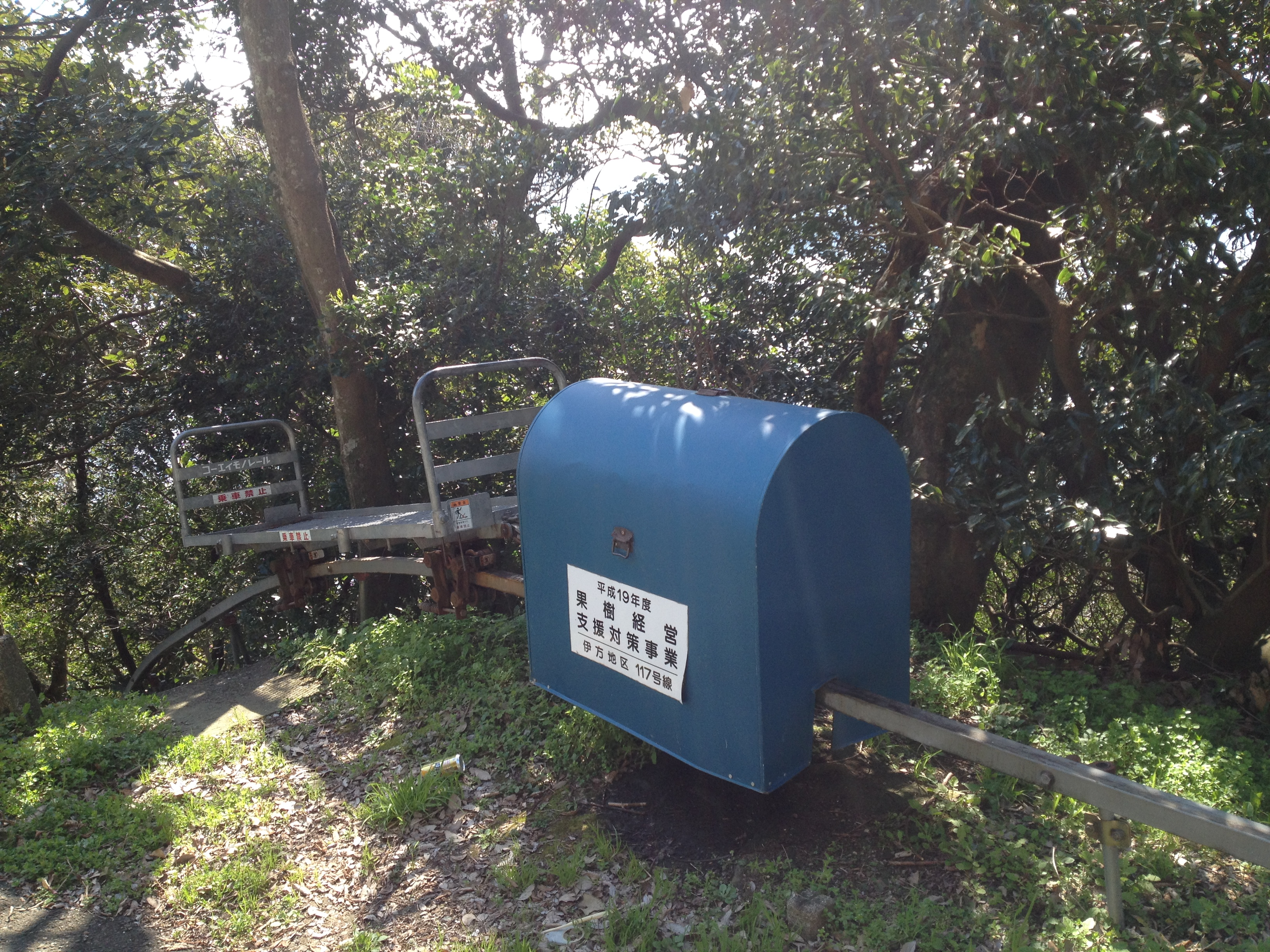
Machine permettant le transport des mikans près de Misaki.